# Michael Nyqvist
Rolf Åke Mikael Nyqvist (8. listopadu 1960 – 27. června 2017) byl švédský herec, známý v Česku zejména z role novináře Mikaela Blomkvista v televizní adaptaci trilogie Milénium knižní předlohy spisovatele Stiega Larrsona. Ve Švédsku se proslavil vedlejší rolí policisty Johna Bancka v seriálu o komisaři Beckovi. V Hollywoodu hrál např. ve filmech John Wick, nebo Mission Impossible: Ghost protocol. Jeho posledním natočeným filmem je Útok z hlubin, jež bude mít premiéru posmrtně.
Nyqvist zemřel na rakovinu plic.